# Tapani Tölli
Tapani Olavi Tölli, né le 13 juin 1951 à Sievi, est un homme politique finlandais membre du Parti du centre (Kesk). Il est député à la Diète nationale depuis 2003 et ministre de l'Administration publique entre 2010 et 2011.

## Biographie

### Parcours professionnel
Après avoir obtenu une maîtrise de sciences politiques en 1977, il travaille comme actuaire au conseil national des douanes jusqu'en 1984. Il passe ensuite un an à la direction des ressources humaines du Trésor de l'État, puis il travaille de 1985 à 1991 pour la confédération des employeurs finlandais (STK) à un poste de chef de division.

### Débuts en politique
En 1991, il se fait élire maire de Tyrnävä, où il réside, et occupe cette fonction douze ans.
À l'occasion des élections législatives du 16 mars 2003, il se présente dans la circonscription d'Oulu. Sa candidature totalise 6 476 voix de préférences et il se voit élu député à la Diète nationale. Pour ce premier mandat, il siège à la commission de l'Administration publique et à la commission des Affaires sociales.
Réélu aux élections du 18 mars 2007 avec 8 458 suffrages de préférence, il devient président de la commission de l'Administration publique, membre de la commission des Lois constitutionnelles et de la commission de l'Éducation et de la Culture.

### Passage au gouvernement
Le 22 juin 2010, il est nommé ministre de l'Administration publique et des Affaires locales dans le gouvernement de coalition de centre-droit de la nouvelle Première ministre, Mari Kiviniemi. Seul nouveau ministre, il prend en effet la suite de cette dernière et renonce à toutes ses fonctions au Parlement.
Aux élections du 17 avril 2011, il obtient un troisième mandat et remporte 9 777 voix de préférence.

### Retour au Parlement
Il n'est pas reconduit dans ses fonctions après que le Kesk a été renvoyé dans l'opposition. À la Diète nationale, il préside la sous-commission de l'Administration et de la Sécurité, jusqu'en 2013, et siège à la commission des Lois constitutionnelles.
Il gagne un quatrième mandat au cours du scrutin du 19 avril 2015, totalisant à cette occasion 9 369 suffrages en sa faveur.

### Vie privée
Il est marié avec Kaija Leppänen depuis 1981 et père de six enfants. La famille réside à Tyrnävä, en Ostrobotnie du Nord.